# Cattedrale di Nostra Signora della Corteccia
La cattedrale di Nostra Signora della Corteccia (in spagnolo: Catedral de Nuestra Señora de la Corteza) è la cattedrale di Acarigua, città di 147.000 abitanti nello stato di Portuguesa, in Venezuela.
La chiesa, dedicata all'apparizione della Madonna avvenuta secondo la tradizione l'11 febbraio 1702 in un pezzo di corteccia, è sede della cattedra vescovile della diocesi di Acarigua-Araure.

## Storia
La chiesa è stata costruita dove un tempo sorgeva una piccola cappella in onore della Nostra Signora della Corteccia.

## Interno

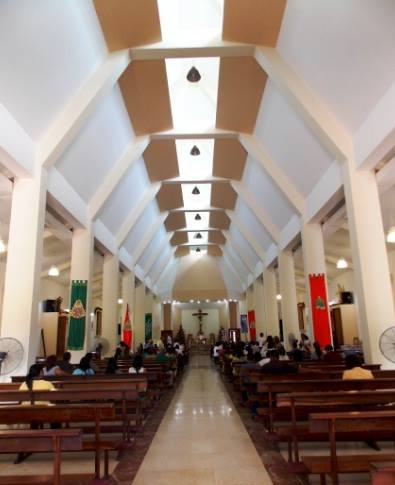
L'interno della cattedrale

All'interno si trova la piccola reliquia vegetale dell'apparizione della Madonna, esposta dal 1963, dopo il furto cui era stato oggetto nella chiesa di San Miguel ad Acarigua.